# پلادانه حلوا
پلادانه حلوا یکی از شیرینی‌های خیلی قدیمی و سنتی رشت در استان گیلان است. این شیرینی برای روزهای عید نوروز تهیه می‌شود. مواد این حلوا را آرد پلادانه، آرد گندم نرم، شکر، کره، هل، گلاب، زعفران، پسته چرخ کرده و نمک تشکیل می‌دهد. برای تهیه آرد پلادانه برنج صدری درجه یک انتخاب می‌شود.